# 懷遠府
怀远府是渤海国设置的府，府治在今中華人民共和國吉林省怀德县新集城（一说在黑龙江省同江县）。
懷遠府在越喜靺鞨故地，下辖达州、富州（辖境约当今辽宁省铁岭市）、美州、越州、怀州、纪州、福州、邪州、芝州。辽国將之废除。 